# Гаспе (Квебек)
Гаспе́ (фр. Gaspé) — місто у провінції Квебек (Канада), у регіоні Гаспезі-Іль-де-ля-Мадлен (фр. Gaspésie–Îles-de-la-Madeleine), на Гаспезійському півострові, на березі Атлантичного океану. Назва походить з індіанських мов. Населення — приблизно 14 821 чоловік (2006).

## Клімат
Місто знаходиться у зоні, котра характеризується вологим континентальним кліматом з теплим літом. Найтепліший місяць — липень із середньою температурою 16.7 °C (62 °F). Найхолодніший місяць — січень, із середньою температурою -11.1 °С (12 °F).
| Клімат Гаспе            | Клімат Гаспе | Клімат Гаспе | Клімат Гаспе | Клімат Гаспе | Клімат Гаспе | Клімат Гаспе | Клімат Гаспе | Клімат Гаспе | Клімат Гаспе | Клімат Гаспе | Клімат Гаспе | Клімат Гаспе | Клімат Гаспе |
| Показник                | Січ.         | Лют.         | Бер.         | Квіт.        | Трав.        | Черв.        | Лип.         | Серп.        | Вер.         | Жовт.        | Лист.        | Груд.        | Рік          |
| Абсолютний максимум, °C | 10,9         | 13,7         | 18,2         | 27,5         | 30           | 33,9         | 34,8         | 34,1         | 33,2         | 25           | 22,2         | 13,3         | 34,8         |
| Середній максимум, °C   | −6           | −5           | 0            | 5            | 12           | 19           | 23           | 22           | 17           | 10           | 3            | −3,3         | 8            |
| Середня температура, °C | −11          | −10          | −5           | 0            | 7            | 13           | 17           | 16           | 11           | 6            | 0            | −7           | 3            |
| Середній мінімум, °C    | −16          | −16          | −10          | −3           | 2            | 8            | 12           | 10           | 6            | 1            | −3           | −11          | −1           |
| Абсолютний мінімум, °C  | −35,5        | −32          | −29,2        | −20,1        | −11,7        | −3,9         | 1,7          | −1,9         | −5           | −11,8        | −21,1        | −32,2        | −35,5        |
| Норма опадів, мм        | 80           | 68           | 77           | 67           | 73           | 77           | 82           | 80           | 69           | 82           | 75           | 86           | 914          |
| Днів з опадами          | 13,9         | 11,2         | 14,2         | 13,5         | 13,5         | 12           | 15           | 12,7         | 11,4         | 14,2         | 14,1         | 15,9         | 161,5        |
| Днів з дощем            | 2,7          | 1,6          | 4,2          | 8,8          | 13,2         | 12           | 15           | 12,7         | 11,4         | 13,6         | 8,1          | 3,7          | 106,9        |
| Днів зі снігом          | 12,6         | 10,5         | 11,7         | 7,4          | 1,4          | 0            | 0            | 0            | 0            | 1,7          | 8,2          | 14,5         | 68           |
| ----------------------- | ------------ | ------------ | ------------ | ------------ | ------------ | ------------ | ------------ | ------------ | ------------ | ------------ | ------------ | ------------ | ------------ |
| Джерело: Weatherbase    |              |              |              |              |              |              |              |              |              |              |              |              |              |

## Історія
24 червня 1534 у районі сучасного міста Гаспе вперше висадився на американську землю Жак Картьє. Саме тут він встановив величезний хрест, оголосивши навколишню землю власністю французького короля.